# 34786 Odeh
34786 Odeh è un asteroide della fascia principale. Scoperto nel 2001, presenta un'orbita caratterizzata da un semiasse maggiore pari a 2,934568 UA e da un'eccentricità di 0,098312, inclinata di 0,977627° rispetto all'eclittica. Ha un diametro di 4,286 km.